# Estagnosol

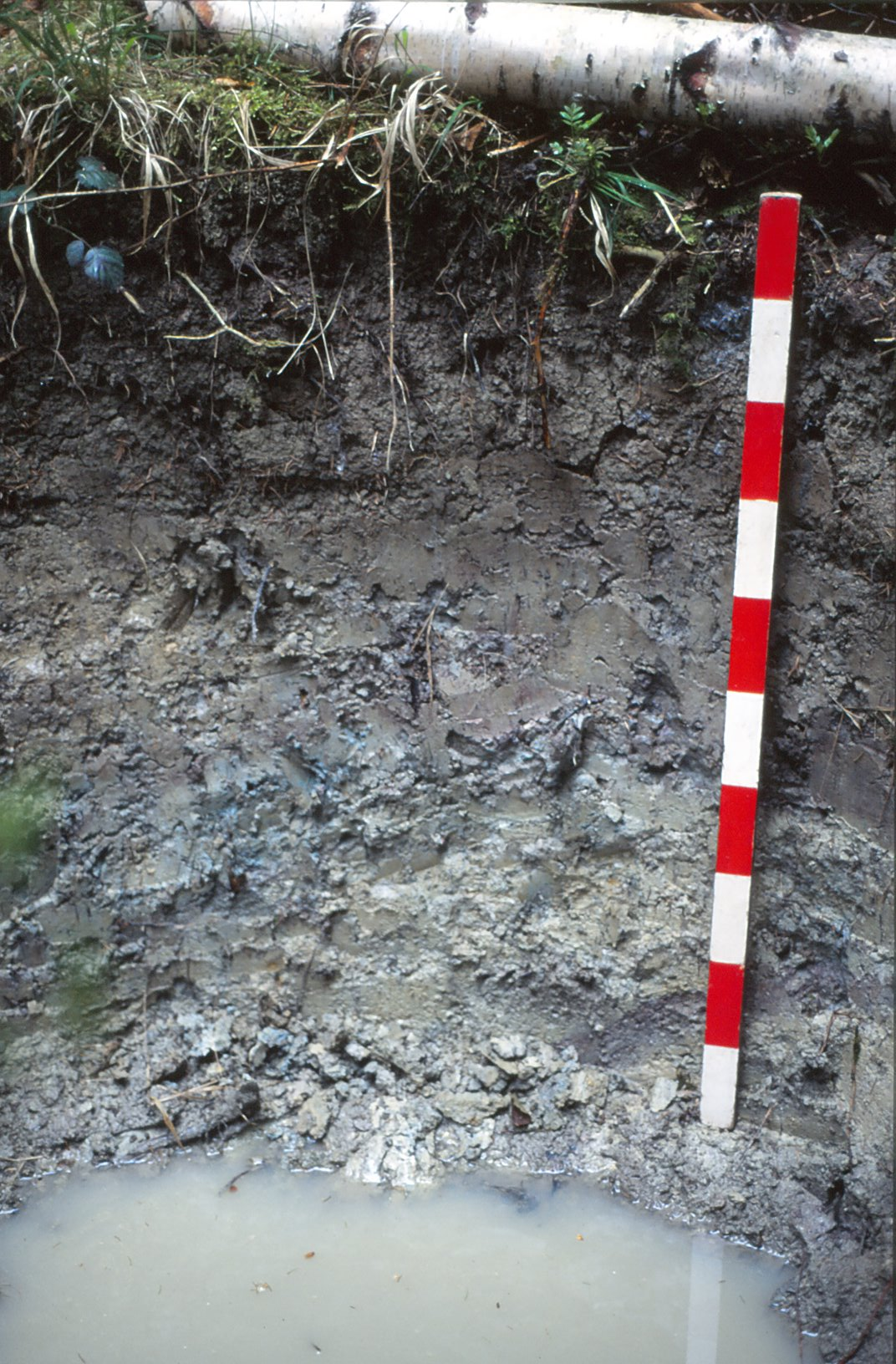
Stagnosol (Ah-Bg1-Bgc-Bg2) que muestra agua estancada

Un Estagnosol o Stagnosol en la Base de Referencia Mundial para los Recursos del Suelo (WRB) es un suelo con un fuerte moteado del perfil del suelo debido a procesos redox causados por el estancamiento del agua superficial.
Los estagnosoles se humedecen y motean periódicamente en la capa superficial y en el subsuelo, con o sin concreciones y/o blanqueamientos. La capa superior del suelo también puede estar completamente blanqueada (horizonte álbico). Un nombre común en muchos sistemas de clasificación nacionales para la mayoría de los Stagnosoles es pseudogley. En la taxonomía de suelos del USDA, muchos de ellos pertenecen a los Aqualfs, Aquults, Aquents, Aquepts y Aquolls.
Se desarrollan en una amplia variedad de materiales no consolidados como labranza glacial y depósitos eólicos arcillosos, aluviales y coluviales y limolitas erosionadas físicamente. Los estagnosoles se encuentran en terrenos planos o con pendientes suaves en regiones templadas frías a subtropicales con condiciones climáticas húmedas a perhúmedas.
La idoneidad agrícola de los Stagnosoles está limitada debido a su deficiencia de oxígeno resultante del agua estancada sobre un subsuelo denso. Por tanto, hay que drenarlos. Sin embargo, a diferencia de los gleysoles, el drenaje con canales o tuberías es en muchos casos insuficiente. Es necesario tener una mayor porosidad en el subsuelo para mejorar la conductividad hidráulica. Esto se puede lograr mediante un aflojamiento profundo o un arado profundo. Los Stagnosoles drenados pueden ser suelos fértiles debido a su moderado grado de lixiviación.
Los estagnosoles cubren entre 150 y 200 millones de hectáreas en todo el mundo. Principalmente en regiones templadas húmedas a perhúmedas de Europa occidental y Europa central, América del Norte, sureste de Australia y Argentina. Aquí los estagnosoles están asociados con luvisoles, así como con cambisoles y umbrisoles limosos a arcillosos. También se encuentran en regiones subtropicales húmedas a perhúmedas, donde se asocian con Acrisoles y Planosoles con un horizonte superficial de color claro y textura gruesa que muestra signos de estancamiento de agua y abruptamente se superpone a un subsuelo denso y lentamente permeable con significativamente más arcilla que el horizonte superficial. En la clasificación de suelos de EE. UU. de 1938 se utiliza el nombre Planosoles, mientras que su sucesora, la taxonomía de suelos del USDA, incluye la mayoría de los Planosoles en los grandes grupos Albaqualfs, Albaquults y Argialbolls.